# Kądziołki
Kądziołki – część wsi Wylów w Polsce, położona w województwie podkarpackim, w powiecie mieleckim, w gminie Przecław.
Wierni Kościoła rzymskokatolickiego należą do parafii Wniebowzięcia Najświętszej Maryi Panny w Przecławiu.
Dawniej odrębna miejscowość i gmina jednostkowa w Bezirk Zassów.
W latach 1975–1998 miejscowość administracyjnie należała do województwa rzeszowskiego.